# Арзамас I
Арзама́с I — железнодорожная станция Горьковской железной дороги на участке Арзамас II — Красный Узел, расположена в городе Арзамасе Нижегородской области.

## История
Железнодорожный вокзал и станция Арзамас-1 открыты в 1901 году, с вводом в эксплуатацию железной дороги, соединившей Арзамас и Нижний Новгород. В июле 1903 года на станцию прибыл специальный поезд, который перевозил императорскую семью во главе с Николаем II, совершавшую паломническую поездку в Саровский монастырь.
4 июня 1988 года в окрестностях станции произошла крупная железнодорожная катастрофа. В результате взрыва трёх грузовых вагонов со 118 тоннами промышленных взрывчатых веществ, предназначенных для горных предприятий, были разрушены около ста пятидесяти близлежащих к станции жилых домов и другие постройки. Погибло 91 человек, в том числе 17 детей. Ранения получили около 800 человек. Всего пострадало 1500 человек, 823 из них остались без крова. Было повреждено 250 метров железнодорожного полотна, здание вокзала было полностью разрушено.

## Инфраструктура
Вокзал расположен на западной окраине города. Из центра до станции Арзамас-1 можно добраться на автобусе и маршрутном такси. Вокзал работает круглосуточно. В здании имеется автоматическая камера хранения, зал ожидания. Через дорогу от вокзала расположен круглосуточный магазин. Комплексный контроль за техническим состоянием железнодорожных путей осуществляет Арзамасская дистанция пути (ПЧ-16).

## Пассажирское движение
Через станцию Арзамас-1 курсируют поезда дальнего следования из Москвы, Санкт-Петербурга, Нижнего Новгорода в южном направлении на Саранск, Самару, Адлер, Первомайск и другие города.
Пригородные поезда регулярно отправляются до станций Нижний Новгород, Арзамас-2. Перевозки выполняет Волго-Вятская пригородная пассажирская компания.